# De bote en bote
Pour plus de détails, voir Fiche technique et Distribution.
De bote en bote  ou Los Presidiarios est une comédie du cinéma américain en langue espagnole de James Parrott mettant en scène Laurel et Hardy, adaptée de Sous les verrous (Pardon Us) et destinée au marché hispanophone sortie en 1931. Elle eut son équivalent en français, Sous les verrous, en allemand Hinter Schloss und Riegel ainsi qu'en italien, Muraglie.

## Fiche technique
- Titre original : De bote en bote
- Réalisation : James Parrott
- Scénario : H. M. Walker (dialogues)
- Photographie : Jack Stevens
- Montage : Richard C. Currier
- Ingénieur du son : Elmer Raguse
- Producteur : Hal Roach
- Société de production : Hal Roach Studios
- Société de distribution : Metro-Goldwyn-Mayer
- Pays de production : États-Unis
- Langue : espagnol
- Format : Noir et blanc - 35 mm - 1,37:1  -  sonore
- Genre : comédie
- Longueur : six bobines
- Date de sortie : 
  - Costa Rica 1er mai 1931

## Distribution
Source principale de la distribution :
- Stan Laurel : Stanley
- Oliver Hardy : Oliver Hardy

Reste de la distribution non créditée :
- Enrique Acosta :
- Bobby Burns :
- Otto Hoffman :
- Bob Kortman : Un prisonnier
- Walter Long :
- June Marlowe :
- Alfonso Pedroza :
- Tiny Sandford :